# Finlands Akademi

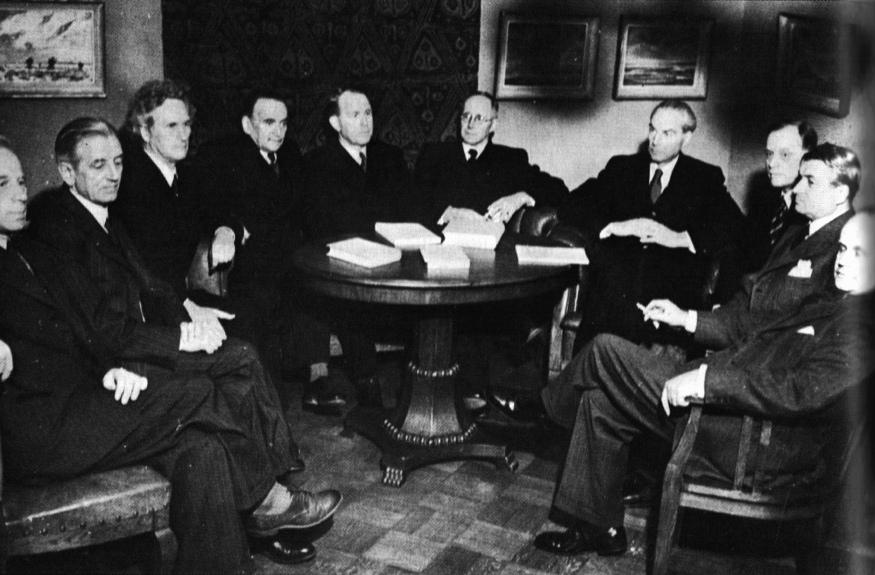
Medlemmarna av den ursprungliga Akademin i april 1948: från vänster Yrjö Ilvessalo, Yrjö Henrik Toivonen, Yrjö Kilpinen, V.A. Koskenniemi, Artturi Virtanen, Onni Okkonen, Eino Kaila, Rolf Nevanlinna, Wäinö Aaltonen, Erik Palmén.

Finlands Akademi är en organisation som har till uppgift att främja vetenskaplig forskning, utveckla det internationella samarbetet inom vetenskapen, vara sakkunnigorgan i forskningspolitiska frågor och ge anslag till forskning och annan verksamhet som främjar vetenskapen. 

## Historia
I sin ursprungliga form inrättades Finlands Akademi 1947. Denna hade tolv medlemmar eller innehavare av tjänster som akademiker. Fyra skulle företräda naturvetenskaper, tre vardera humaniora och konst, medan två akademikertjänster var föränderliga. Akademin erhöll 1950 två vetenskapliga kommissioner, en naturvetenskaplig och en humanistisk; tillsammans bildade dessa statens vetenskapliga centralkommission. 1961 omstrukturerades kommissionerna så att den naturvetenskapliga kom att bestå av fyra och den humanistiska av två kommissioner. Samtidigt inrättades en delegation för de vetenskapliga kommissionerna.
Efter en forskningspolitisk debatt 1969 drogs Finlands Akademi in. Den nya Finlands Akademi tillkom 1970. Där ersattes ledamöterna av ett system med forskarprofessurer, och konsten skildes från akademin. Sin nuvarande form fick akademin genom en ny lag 1995. Finlands Akademi är ett centralorgan för den finska vetenskapsförvaltningen, underställt undervisningsministeriet. Efter reformen som genomfördes 1995 har akademin fyra forskningsråd, ett för kultur och samhälle, ett för naturvetenskap och teknik, ett för hälsa och ett för biovetenskap och miljö.
Vid tillkomsten av den nya akademin 1970 instiftades hederstiteln akademiker, som utses av Finlands president på förslag av Finlands Akademi.

## Professurer vid Finlands Akademi
Befattningen forskarprofessor, som sedan 1995 kallas akademiprofessor, infördes i samband med omorganiseringen av Finlands Akademi. Till akademiprofessor kan utnämnas en person som visat sig vara en framstående forskare och som kan anses medverka till forskningens framåtskridande inom sin egen disciplin. En akademiprofessor leder forskningen inom sin forskargrupp och ger handledning åt unga forskare. Tjänsten tillsätts tills vidare eller för viss tid, dock för högst fem år åt gången.

### Uppslagsverk
- Finlands Akademi i Uppslagsverket Finland (webbupplaga, 2012). CC-BY-SA 4.0